# 溫尼伯湖
溫尼伯湖（Lake Winnipeg）是北美洲中部的大型湖泊，面積為24,400平方公里，位於加拿大的曼尼托巴省溫尼伯市以北約55公里，是加拿大南部邊界最大的湖泊，也是加拿大南部未發展的原始水系一部分。
溫尼伯湖是加拿大第五大淡水湖，也是地球上第十二大淡水湖但相對水深較淺，除了一條貫通南北流域、水深約60公尺的狹窄水道外，平均深度只為12公尺。東岸有原始北方森林和河流有可能成為聯合國世界遺產公園（United Nations World Heritage Park）。
湖泊呈窄長形，南北相距416公里，部分區域有沙灘、大型石灰岩懸崖和很多蝙蝠洞穴。曼尼托巴水電局將溫尼伯湖作為世界最大的水庫之一。湖中有不少未開發的島嶼，而獨特的地質也使該湖有潛質發展加拿大南部和緬尼托巴省的首個生態旅遊區域。
溫尼伯湖的集水區面積約984,200平方公里，包括艾伯塔省、薩斯喀徹溫省、曼尼托巴省、安大略省西北部、明尼蘇達州和北達科他州。支流有：
- 萨斯喀彻温河（Saskatchewan River，流經杉湖（Cedar Lake））
- 红河（由阿西尼伯恩河流出）
- 溫尼伯河（自鬱林湖（Lake of the Woods）、雨河（Rainy River）和雨湖（Rainy Lake）流出）
- 馬尼托巴湖（自溫尼伯哥湖流出）
- 血管河（Bloodvein River，位於湖東岸，自加拿大地盾（Canadian Shield）流出）
- 白楊河（Poplar River）
- 馬尼加托根河（Manigatogan River）

溫尼伯湖以平均年径流速率2066立方公尺/秒向北流入纳尔逊河，形成了世界上最大的哈得孙湾流域面积的一部分。当哈得孙湾公司在17世纪末成立的时候，这个流域地区被称做魯伯領地（Rupert's land）。

## 图片

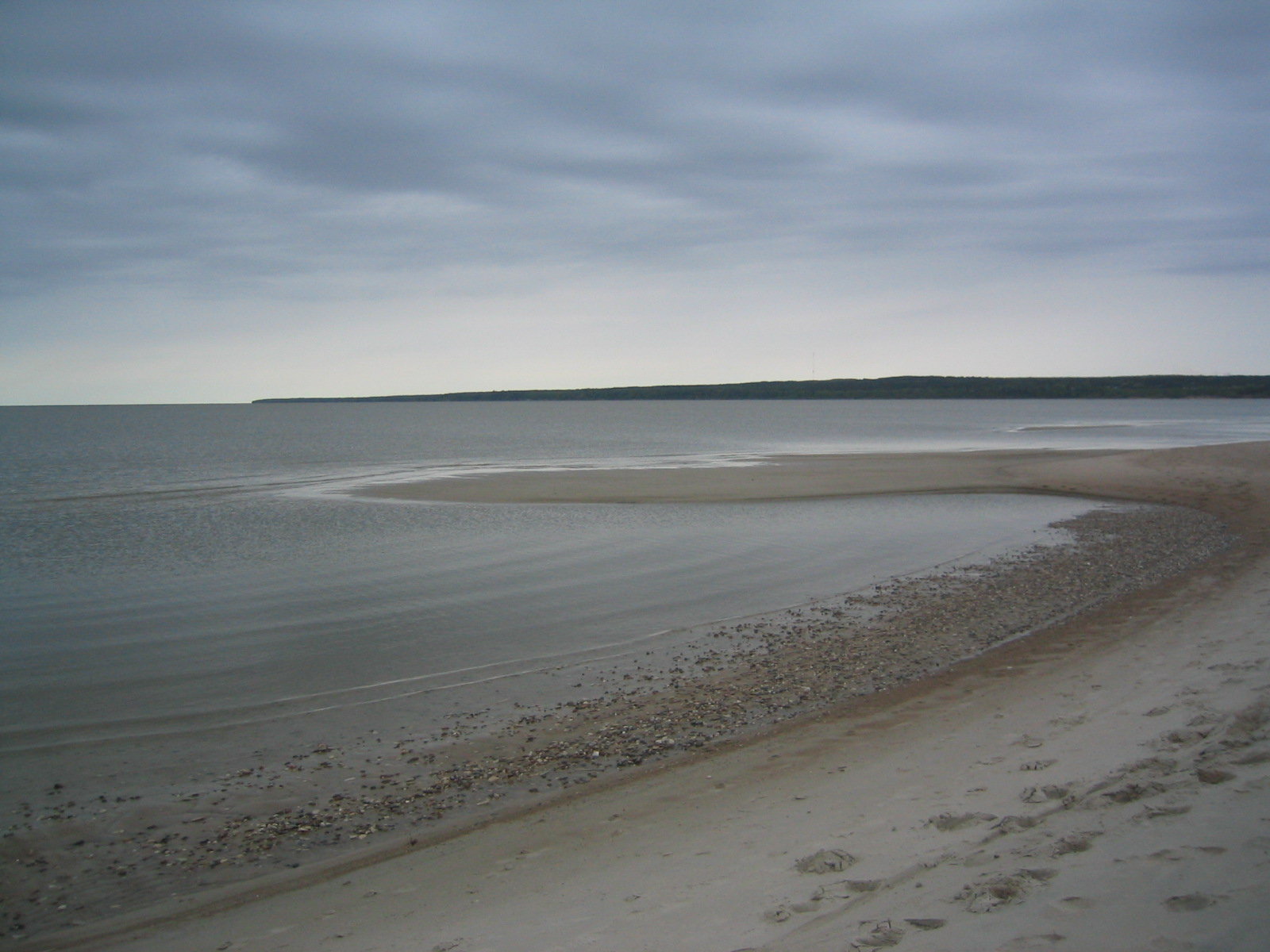
温尼伯湖岸边景色，摄于Grand beach
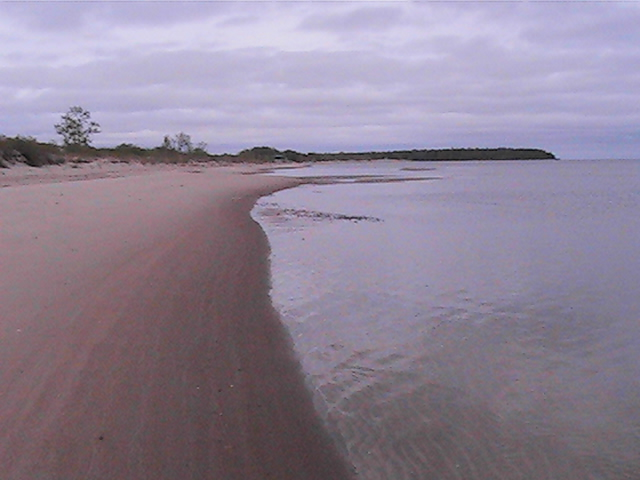
温尼伯湖岸边景色，摄于Grand Beach
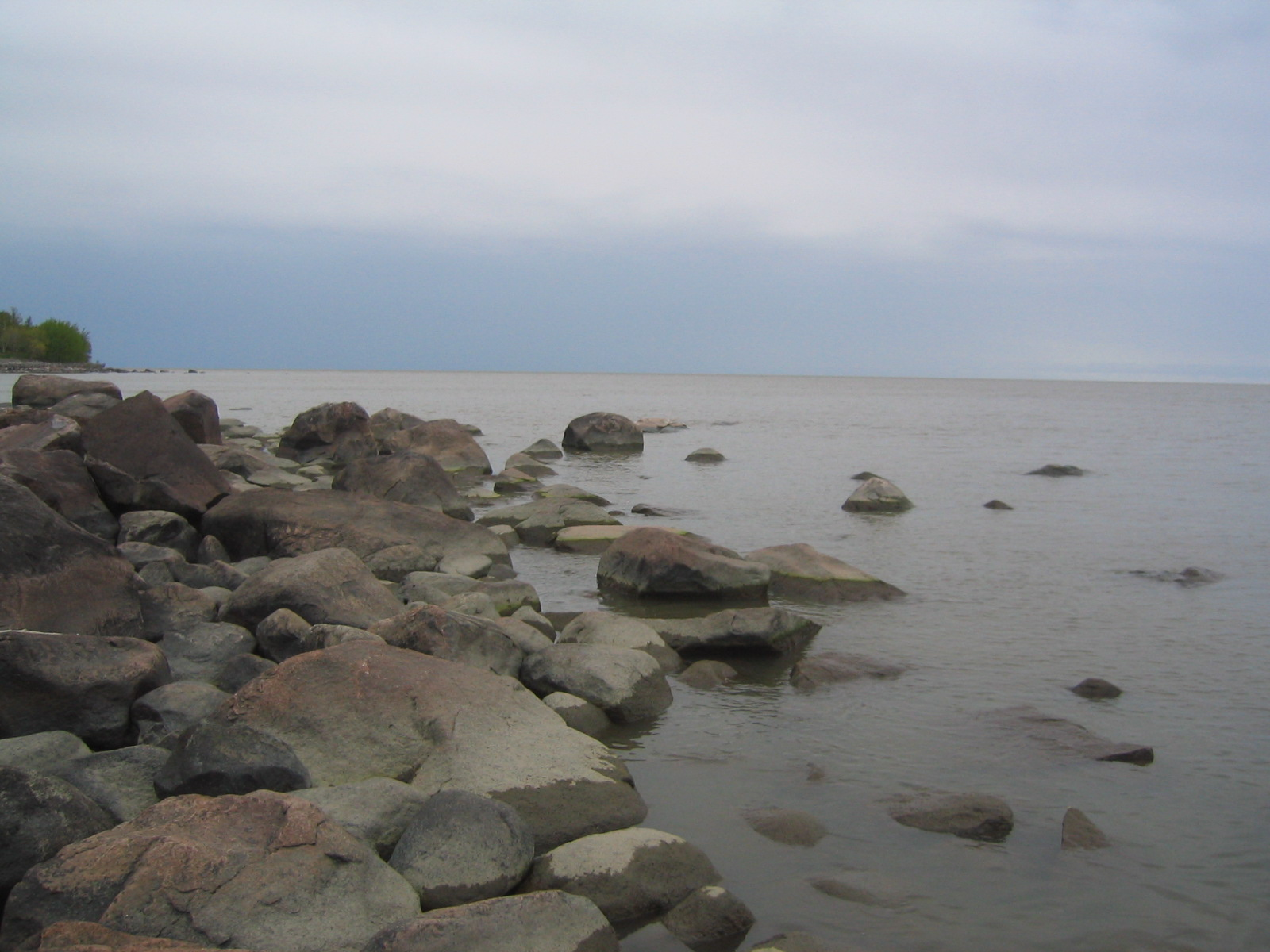
温尼伯湖岸边的花岗岩，摄于Grand Beach
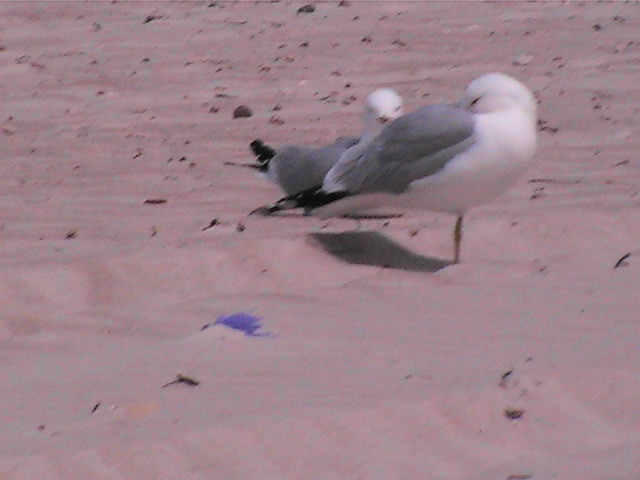
温尼伯湖边沙滩上的鸟
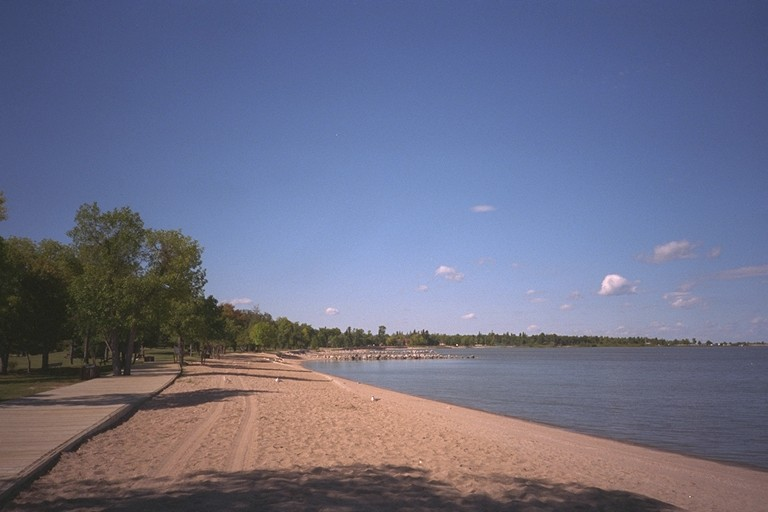
溫尼伯湖湖畔的溫尼伯灘（Winnipeg Beach）